# Labadisme

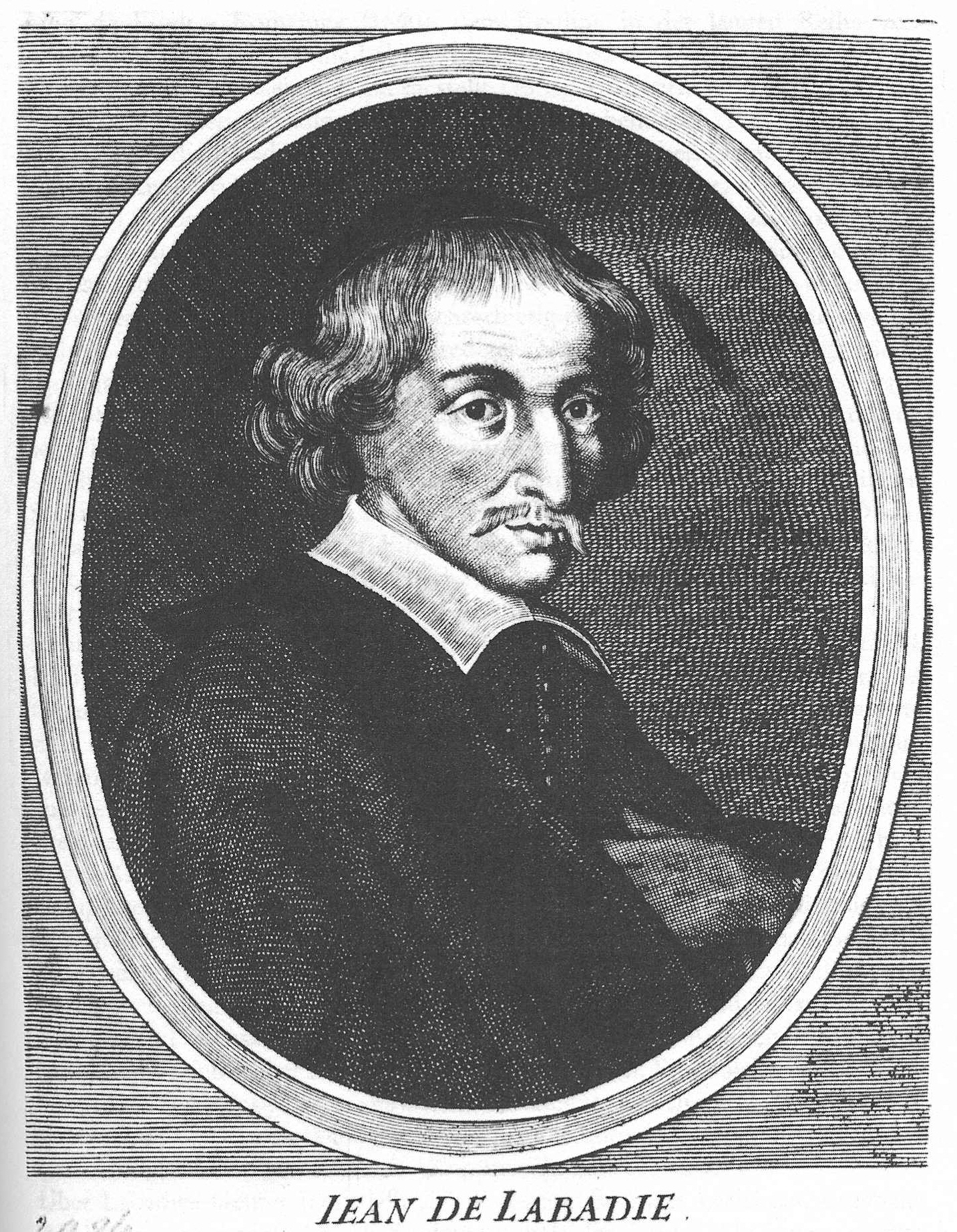
Jean de Labadie, fundador del Labadisme.

El labadisme va ser un moviment de la comunitat religiosa protestant del segle xvii fundat per Jean de Labadie (1610-1674), un pietista francès. El moviment va derivar el seu nom del del seu fundador.

## Vida de Jean de Labadie
Jean de Labadie (1610-1674) provenia d'una zona propera a Bordeus. En la seva joventut va ser catòlic i jesuïta. Tanmateix, en aquella època els jesuïtes es mostraven cautelosos amb les manifestacions espirituals, de manera que Labadie, que va experimentar visions freqüents i il·luminació interior, es trobava insatisfet i va deixar l'ordre el 1639.
Va tenir petits vincles amb l'Oratori de Jesús, després amb el jansenisme -de vegades es quedava amb els cistercencs de l'abadia de Port-Royal, que ho van rebre en aquest moment, però després van tractar de dissociar-se d'ell-. Va ser rector de la parròquia i evangelista en les diòcesis franceses del sud de Tolosa de Llenguadoc, predicant la justícia social, el nou naixement i la separació de la mundanitat. La seva promoció de la pietat interior i les experiències espirituals personals van portar l'oposició i amenaces de l'establiment religiós.
Amb el temps, frustrat amb el catolicisme romà, es va convertir en un calvinista a Montauban el 1650. En aquesta ciutat, i després en el principat d'Orange, va defensar els drets de la minoria protestant en vista de la creixent legislació contra ells per Lluís XIV de França -que va culminar el 1685 amb l'edicte de Fontainebleau -. Labadie després es va traslladar a Ginebra, on va ser aclamat com «un segon Calví».
L'any 1666, Labadie i diversos deixebles seus es van traslladar als Països Baixos, a la congregació walloniana francòfona de Middelburg. Aquí va continuar tractant de promoure la renovació activa de l'església a través dels deixebles pràctics, l'estudi de la Bíblia, les reunions, i d'altres mètodes que eren nous per a l'Església Reformada en aquest moment. Aquí també va fer contacte amb figures destacades dels cercles espirituals i reformistes de l'època, com Jan Amos Comenius i Antoinette Bourignon. Amb una àmplia mentalitat inusual per al període, Labadie va ser amable i cautelosament acollidor cap al moviment de penediment i el nou zel entre molts jueus en un moviment messiànic al voltant de Sabatai Seví el 1667.
Finalment, el 1669, als 59 anys, Labadie es va separar de totes les denominacions establertes i va començar una nova comunitat cristiana a Amsterdam. A tres cases contigües vivia un nucli de seixanta seguidors a l'ensenyament de Labadie. Ells compartien possessions segons el patró de l'Església com es descriu en el Llibre dels Fets del Nou Testament. La persecució els va obligar a sortir després d'un any, i es van traslladar a Herford a Alemanya. Aquí la comunitat es va establir més fermament fins que la guerra els va obligar a traslladar-se a Altona -aleshores a Dinamarca, ara un suburbi d'Hamburg-, on Labadie va morir el 1674. L'obra més influent de Labadie va ser La Réformation de l'Eglise par le Pastorat (1667).

## Comunitat labadista

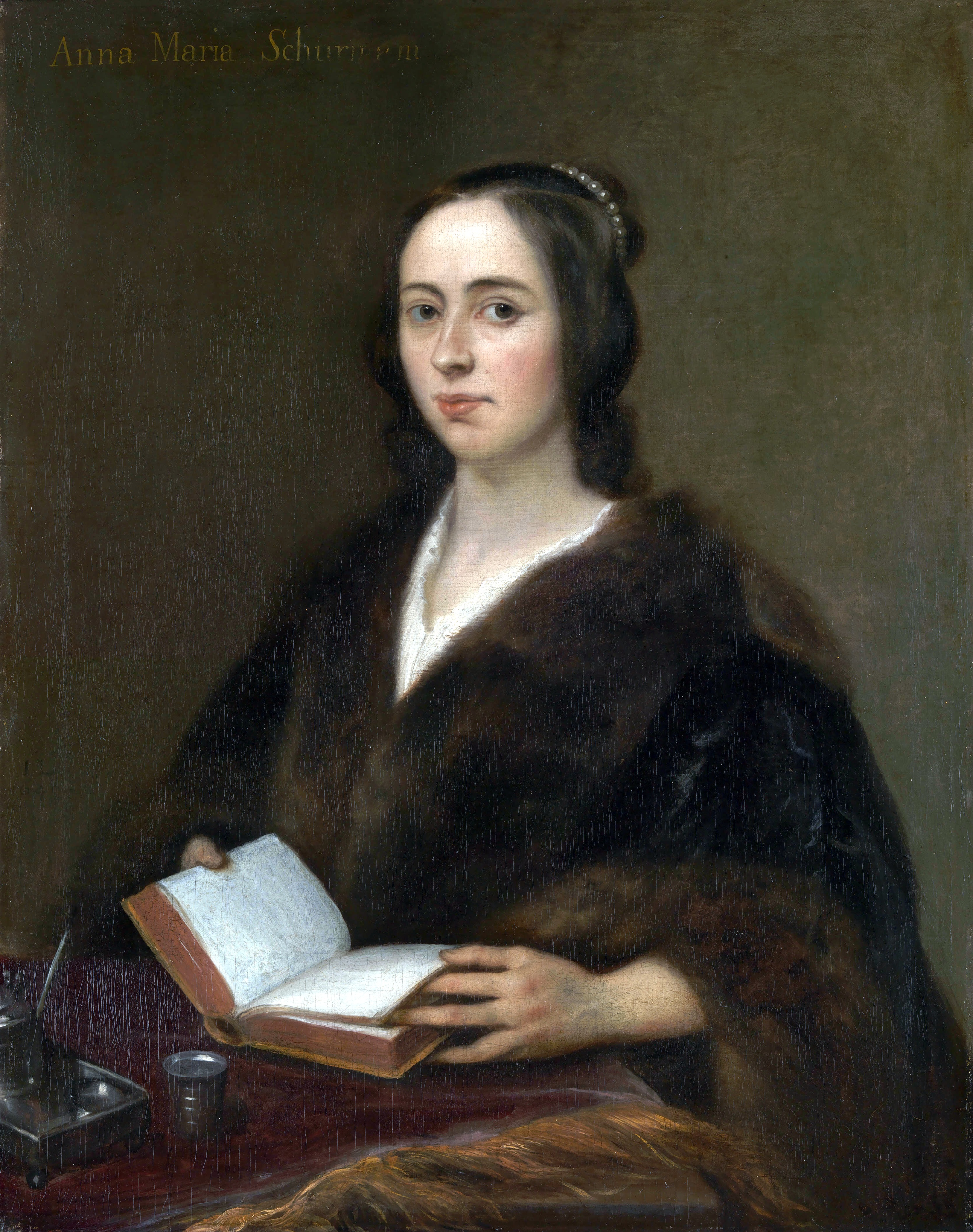
Anna van Schurman, 1649 per Jan Lievens, (National Gallery de Londres).

A la comunitat labadista hi havia artesans, que generaven ingressos, encara que la major part possible d'homes eren enviats a les ciutats veïnes a predicar. Els nens eren educats en comunitat, mentre que les dones tenien rols tradicionals com a mestresses de casa. Es va crear una impremta, que va difondre molts escrits de Labadie i els seus col·legues. Curiosament, el més conegut de tots els escrits sobre el labadisme no va ser de Labadie, sinó d'Anna van Schurman, qui va escriure una justificació de la seva renúncia a la fama i reputació per viure en la comunitat cristiana. Van Schurman es tenia en el seu moment com 'L'Estrella d'Utrecht' i va ser àmpliament admirada pel seu talent: parlava i va escriure en cinc idiomes, va realitzar un diccionari etiòpic, tocava diversos instruments musicals, realitzava treballs en vidre gravat, pintava i brodava, a més a més va escriure poesia. A l'edat de 62 anys va renunciar a tot i es va unir al labadisme.
Després de la mort de Labadie, els seus seguidors van tornar als Països Baixos, on van establir una comunitat a una casa senyorial -Castell Walta- a Wieuwerd, a Frísia, que pertanyia a les tres germanes Van Aerssen van Sommelsdijck, que eren partidàries del moviment religiós. Aquí es va realitzar la impressió i moltes altres ocupacions, incloent el conreu i la molta del gra. Un membre, Hendrik van Deventer, expert en química i medicina, va establir un laboratori a la casa i va tractar moltes persones, incloent el rei de Dinamarca Cristià V. Ara se'l recorda com un dels pioners obstètrics holandesos.
Diversos visitants destacats van deixar els seus relats de les visites a la comunitat del labadisme. Una va ser Sofia del Palatinat, mare del rei Jordi I de la Gran Bretanya; Un altre visitant va ser William Penn, el pioner quàquer, que va donar el seu nom a la colònia de Pennsilvània del Regne de la Gran Bretanya; entre els visitants també es va trobar el filòsof anglès John Locke.

### Bohèmia Manor
La colònia mare a Frísia va enviar dos membres, Jasper Danckaerts i Peter Schlüter (o Sluyter), per comprar terres per a l'establiment d'una colònia. Danckaerts, un marí amb experiència, va mantenir un diari que ha sobreviscut i ha estat publicat. És una valuosa descripció de la vida en la colònia de Nova Amsterdam (més tard Nova York), a Chesapeake i Delaware del 1679 a 1680 i inclou diversos dibuixos i mapes de mà.
Danckaerts i Schlüter es van trobar amb el fill d'Augustine Herman, un gran empresari de Maryland, a Nova York i ell els va presentar al seu pare en 1679. Herman va quedar impressionat amb els homes i el seu moviment. Inicialment, Herman no volia concedir-los terres, només permetre'ls l'assentament dels labadistes, però el 1683, els va donar una àrea de 15 km² en la seva terra de Bohemia Manor en el comtat de Cecil, Maryland. El grup va establir una colònia que va créixer ràpidament entre 100 a 200 membres.
A la dècada de 1690 va començar un declivi gradual i finalment es va suspendre la pràctica de compartir espais comunals. A partir d'aquest moment els labadistes van disminuir, tant a Maryland, que va deixar d'existir després de 1720, i a Frísia es van extingir cap a l'any 1730.

## Creences principals
Les principals creences del moviment labadisme segueixen les tendències del seu fundador, Labadie. En un sistema fonamentalment calvinista amb el paral·lel rellevant del pietisme i tot l'evangelisme. En particular destaquen:
- La veritable església de Jesucrist està composta únicament per aquells «nascuts novament»o «escollits». La mera participació en les funcions de l'església, sense l'experiència personal de la conversió, es considera sense valor.
- La veritable Església «no d'aquest món»; això afecta tot en la vida, incloent la manera de vestir -un hàbit similar a les de les monges per a les dones, d'origen holandès conegut com a bosrok-.
- Així i tot, l'Església sempre necessita reformes, i ha de començar des de la part superior, amb la responsabilitat dels seus líders els sacerdots o pastors.
- Conèixer Déu no s'aconsegueix seguint les lleis religioses establertes o participant en rituals religiosos, sinó a través de l'oració personal i devoció mística; el cor ha de ser alimentat a través del contacte amb l'amor diví.
- Tots els membres són sacerdots i pot resultar la seva contribució personal en les reunions de l'església com una edificació fraterna, que Labadie va equiparar amb el «ministeri profètic» del Nou Testament.
- L'Eucaristia està reservada, en llenguatge del labadisme, solament per a «escollits», els creients veritablement compromesos amb el seguiment de Crist.
- La negació de si mateix (auto-sacrifici) i el dejuni són especialment saludables per l'ànima.
- Les vanitats d'aquest món han de ser rebutjades i la riquesa personal compartida entre els membres de la comunitat.
- Una creença agustiniana (específicament jansenista- en la predestinació.
- El matrimoni ha d'ésser «en el Senyor», amb el contracte solament entre creients compromesos. Per a un creient està permès separar-se del seu cònjuge no creient, si això és un obstacle en la cerca de l'ideal cristià i, en llenguatge del labadisme, l'«obra del Senyor».[2]

## Obres de Labadie
L'obra més influent de Labadie va ser The Reform of the Church Through the Pastorate (1667).
- Introduction à la piété dans les Mystères, Paroles et ceremonies de la Messe, Amiens, 1642.
- Odes sacrées sur le Très-adorable et auguste Mystère du S. Sacrement de l'Autel, Amiens, 1642.
- Traité de la Solitude chrestienne, ou la vie retirée du siècle, Paris, 1645.
- Déclaration de Jean de Labadie, cy-devant prestre, predicateur et chanoine d'Amiens, contenant les raisons qui l'ont obligé à quitter la communion de l'Eglise Romaine pour se ranger à celle de l'Eglise Réformée, Montauban, 1650.
- Lettre de Jean de Labadie à ses amis de la Communion Romaine touchant sa Declaration, Montauban, 1651.
- Les Elevations d'esprit à Dieu, ou Contemplations fort instruisantes sur les plus grands Mysteres de la Foy, Montauban, 1651.
- Les Entretiens d'esprit durant le jour; ou Reflexions importantes sur la vie humaine, ...sur le Christianisme,...sur le besoin de la Reformation de ses Mœurs, Montauban, 1651.
- Le Bon Usage de l'Eucharistie, Montauban, 1656.
- Practique des Oraisons, mentale et vocale..., Montauban, 1656.
- Recueil de quelques Maximes importantes de Doctrine, de Conduite et de Pieté Chrestienne, Montauban, 1657 (puis Genève, 1659).
- Les Saintes Décades de Quatrains de Pieté Chretienne touchant à la connoissance de Dieu, son honneur, son amour et l'union de l'âme avec lui, Orange, 1658 (puis Genève, 1659, Amsterdam, 1671).
- La pratique de l'oraison et meditation Chretienne, Genève, 1660.
- Le Iûne religieus ou le moyen de le bien faire, Genève, 1665.
- Jugement charitable et juste sur l'état present des Juifs, Amsterdam 1667.
- Le Triomphe de l'Eucharistie, ou la vraye doctrine du St. Sacrement, avec les moyens d'y bien participer, Amsterdam, 1667.
- Le Héraut du Grand Roy Jesus, ou Eclaircissement de la doctrine de Jean de Labadie, pasteur, sur le Règne glorieux de Jésus-Christ et de ses saints en la terre aux derniers temps, Amsterdam, 1667.
- L'Idée d'un bon pasteur et d'une bonne Eglise, Amsterdam, 1667.
- Les Divins Herauts de la Penitence au Monde..., Amsterdam, 1667.
- La Reformation de l'Eglise par le Pastorat, Middelbourg, 1667.
- Le Veritable Exorcisme, Amsterdam, 1667.
- Le Discernement d'une Veritable Eglise suivant l'Ecriture Sainte, Amsterdam, 1668.
- La Puissance eclesiastique bornée à l'Ecriture et par Elle..., Amsterdam, 1668.
- Manuel de Pieté, Middelbourg 1668.
- Declaration Chrestienne et sincère de plusieurs Membres de l'Eglise de Dieu et de Jésus-Christ touchant les Justes Raisons et les Motifs qui les obligent à n'avoir point de Communion avec le synode dit Vualon, La Haye, 1669.
- Points fondamentaux de la vie vraimant Chretiene, Amsterdam 1670.
- Abrégé du Veritable Christianisme et Téoretique et pratique..., Amsterdam, 1670.
- Le Chant Royal du Grand Roy Jésus, ou les Hymnes et Cantiques de l'Aigneau..., Amsterdam, 1670.
- Receüil de diverses Chansons Spiritüeles, Amsterdam, 1670.
- L'Empire du S. Esprit sur les Ames..., Amsterdam, 1671.
- Eclaircissement ou Declaration de la Foy et de la pureté des sentimens en la doctrine des Srs. Jean de Labadie, Pierre Yvon, Pierre Dulignon..., Amsterdam, 1671.
- Veritas sui vindex, seu solemnis fidei declaratio..., Herfordiae, 1672.
- Jesus revelé de nouveau..., Altona, 1673.
- Fragmens de quelques poesies et sentimens d'esprit..., Amsterdam, 1678.
- Poésies sacrées de l'amour divin, Amsterdam, 1680.
- Recueil de Cantiques spirituels, Amsterdam, 1680.
- Le Chretien regeneré ou nul, Amsterdam, 1685.